# Mia Couto
António Emílio Leite Couto, meglio noto come Mia Couto (Beira, 5 luglio 1955), è uno scrittore e biologo mozambicano, uno degli autori più noti dell'Africa lusofona.

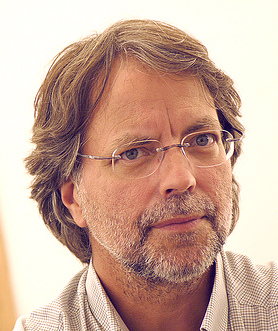
Mia Couto

Ha scritto poesie, racconti e romanzi in lingua portoghese.

## Biografia
Couto nacque a Beira, seconda città del Mozambico; in riferimento alle frequenti inondazioni tipiche della città, egli affermò in seguito di non avere una "terra madre", ma piuttosto un'"acqua madre", quella dell'Oceano Indiano. Il soprannome "Mia" era usato dal fratello minore (che da piccolo non riusciva a pronunciare correttamente "Emilio"), e in seguito l'autore lo mantenne in onore della propria passione per i gatti (miar, in portoghese, significa "miagolare").
Couto intraprese il corso di laurea in medicina all'Università Eduardo Mondlane, poi abbandonato per dedicarsi alla letteratura e al giornalismo, diventando direttore dell'Agenzia di Informazione del Mozambico. Più tardi riprese gli studi scientifici, laureandosi in biologia e diventando biologo di professione.

## Produzione letteraria
Il debutto letterario di Couto fu la pubblicazione di alcune poesie nell'antologia Sobre literatura moçambicana ("Sulla letteratura mozambicana") realizzato nel 1980 da un altro grande poeta del Mozambico, Orlando Mendes (tra l'altro anch'egli biologo). Nel 1983 Couto pubblicò la prima raccolta personale di poesie, dal titolo Raiz de orvalho ("Radice di rugiada"). In seguito la sua produzione letteraria si volse ai contos (racconti), genere nel quale Couto sviluppò uno stile originale basato su un uso creativo del portoghese, che viene considerato la sua peculiarità stilistica principale (e il principale ostacolo alla diffusione della sua opera in altre aree linguistiche, date le difficoltà di traduzione). Ha scritto anche diversi romanzi e pubblicato una raccolta di articoli. Luis Sepùlveda ha scritto di lui “... un poeta capace di fare della storia del suo paese, il Mozambico, una grande metafora: la metafora della speranza e della magia come antagoniste di una realtà sinistra” (prefazione a un'edizione di “Sotto l'albero del frangipani”).
Mia Couto è spesso associato al genere chiamato Realismo Magico, sebbene di frequente l’autore si sia dichiarato insoddisfatto di una etichetta “non creata da scrittori. In Colombia, Messico, Nigeria, Mozambico, si tratta della realtà, non di magia, ed è l’unica maniera di raccontare queste storie”. Una delle caratteristiche più evidenti del suo scrivere è infatti la presenza di eventi, almeno dal punto di vista di una razionalità di stampo occidentale, che esulano dalle leggi fisiche conosciute in un ambiente che però non pare essere diverso dal mondo che noi tutti abitiamo (diversamente ad esempio dal genere fantasy). Per fare un esempio, in Peixe para Eulália, racconto contenuto nella raccolta O Fio das Missangas, il protagonista Sinhorito, per risolvere un’asfissiante siccità che ha colpito il suo villaggio, salirà a bordo di una barca a remi e, remando, arriverà sino in cielo facendo piovere non solo acqua, ma anche pesci.
Nei testi di Mia Couto trovano posto anche aspetti legati alle culture tradizionali del Mozambico che convivono (a volte conflittualmente, a volte in un processo di integrazione reciproca) con istanze e concezioni di natura europea. Ad esempio, in As Baleias de Quissico, contentuto in Vozes Anoitecidas, gli abitanti del villaggio del protagonista si dimostrano scettici nei confronti del pensiero mitico esibito da quest’ultimo, senza però rifiutarlo del tutto, ma integrandolo in una cornice di carattere empiricista. Nello specifico, non negano a priori l’esistenza delle magiche balene del titolo, ma esigono prima delle prove della loro esistenza.

## Premi e riconoscimenti
- Nel 1999, Couto ha ricevuto il Prémio Vergílio Ferreira per l'insieme della sua opera.

- Nel 2007 ha ricevuto il Premio dell'Unione Latina di Letterature Romanze.

- A Couto è stato assegnato il quinto scranno dell'Accademia Brasiliana di Lettere.

- Gli è stato assegnato il Premio Camões, la più importante distinzione letteraria del mondo lusofono, nel 2013.

## Opere

### Racconti
- Raiz de orvalho, Istituto Nazionale del Libro e del Disco
- Vozes anoitecidas (1ª ed. AEMO, 1986; 1ª ed. Caminho, 1987; 8ª ed. 2006). Ha vinto il Grande Prémio da Ficção Narrativa nel 1990.
  - Voci all'imbrunire, introduzione di José Luís Cabaço, traduzione di Edgardo Pellegrino, (Lavoro, 1989);
- Cada homem é uma raça (1ª ed. Caminho 1990; 9ª ed. 2005);
  - Ogni uomo è una razza,  a cura di Livia Apa (Ibis, 2008);
- Estórias abensonhadas (1ª ed. Caminho 1994; 7ª ed. 2003)
- Contos do nascer da Terra (1ª ed. Caminho 1997; 5ª ed. 2002)
- Na berma de nenhuma estrada (1ª ed. Caminho 1999; 3ª ed. 2003)
- O fio das missangas (1ª ed. Caminho 2003; 4ª ed. 2004)
  - Perle, traduzione di Bruno Persico, (Quarup, 2011);
  - Il giorno in cui esplose il Mabata-Bata

### Romanzi
- Terra sonâmbula (1ª ed. Caminho 1992; 8ª ed. 2004). Ha vinto il Prémio Nacional de Ficção da AEMO nel 1995; considerato da una giuria della Fiera Internazionale dello Zimbabwe uno dei dodici migliori libri africani del XX secolo:
  - Terra sonnambula, prefazione di Luis Sepúlveda, traduzione di Matteo Angius e Fernanda Angius  (Guanda 1999)
- A varanda do frangipani (1ª ed. Caminho 1996; 7ª ed. 2003);
  - Sotto l'albero del frangipani, traduzione di Roberto Mulinacci, (Guanda, 2002);
- Mar me quer (1ª ed. Parque EXPO/NJIRA 1998; 1ª ed. Caminho 2000; 8ª ed. 2004)
- Vinte e zinco (1ª ed. Caminho 1999; 2ª ed. 2004);
  - Ventizinco traduzione dal portoghese, introduzione e glossario di Antonia Ruspolini, (Edizioni dell'Urogallo, 2013);
- O último voo do flamingo (1ª ed. Caminho 2000; 4ª ed. 2004). Ha vinto il Prémio Mário António de Ficção
- O gato e o escuro, con illustrazioni di Danuta Wojciechowska (1ª ed. Caminho 2001; 2ª ed. 2003)
- Um rio chamado tempo, uma casa chamada terra (1ª ed. Caminho 2002; 3ª ed. 2004;
  - Un fiume chiamato tempo, una casa chiamata terra, traduzione di Roberto Mulinacci, (Guanda, 2005);
- A chuva pasmada, con illustrazioni di Danuta Wojciechowska (1ª ed. Njira 2004)
- O outro pé da sereia (1ª ed. Caminho 2006)
- O beijo da palavrinha, con illustrazioni di Malangatana (1ª ed. da Língua Geral em 2006) Editora Caminho;
- Venenos de Deus, Remédios do Diabo (2008);
  - Veleni di Dio, medicine del diavolo traduzione di Daniele Petruccioli, (Voland, 2011);
- Jesusalém [no Brasil, o livro tem como título Antes de nascer o mundo] (2009);
  - L'altro lato del mondo, traduzione di Vincenzo Barca, (Sellerio, 2015);
- Pensageiro frequente (2010);
- A Confissão da Leoa (2012);
  - La confessione della leonessa, traduzione di Vincenzo Barca, (Sellerio, 2014);
- Mulheres de cinzas (primo volume della trilogia As Areias do Imperador) (2015);
- A Espada e a Azagaia (secondo volume della trilogia As Areias do Imperador) (2016);
- O Bebedor de Horizontes (terzo volume della trilogia "As Areias do Imperador") (2017);

### Raccolte di articoli
- Cronicando (1ª ed. 1988; 1ª ed. Caminho 1991; 7ª ed. 2003). Ha vinto il Prémio Nacional de Jornalismo Areosa Pena nel 1989;
  - Il dono del viandante e altri racconti, a cura di Vincenzo Barca, (Ibis, 1998);
- O país do queixa andar (2003)
- Pensatempos. Textos de opinião (1ª e 2ª ed. Caminho 2005)

## Premi
- 1995 - Prémio Nacional de Ficção dell'Associazionedegli scrittori mozambicani;[2]
- 1999 - Prémio Vergílio Ferreira, per l'insieme della sua opera;[2]
- 2001 - Prémio Mário António, per "O último voo do flamingo";[2]
- 2007 - Prémio União Latina de Literaturas Românicas;[2]
- 2007 - Prêmio Passo Fundo Zaffari e Bourbon de Literatura, nella Jornada Nacional de Literatura;
- 2012 - Prémio Eduardo Lourenço 2012;[2]
- 2013 - Premio Camões 2013;[3]
- 2014 - Neustadt International Prize for Literature.[4]